# Mückendorfer Graben
Der Mückendorfer Graben ist ein Meliorationsgraben und orographisch linker Zufluss des Hammerfließes auf der Gemarkung der Stadt Baruth/Mark im Landkreis Teltow-Fläming in Brandenburg. Der Graben beginnt in einem Waldgebiet nordöstlich des Baruther Ortsteils Horstwalde. Der südöstlich verlaufende Strang wird dabei als Mückendorfer Graben bezeichnet, während der nordöstlich verlaufende Strang als Adlerhorstgraben bezeichnet wird. Der Mückendorfer Graben verläuft zunächst in südöstlicher Richtung und passiert südlich den Lehmkutenberg und den Liepnitzberg. Er schwenkt östlich der Tütschenberge zunächst in südlicher, später in südwestlicher Richtung und erreicht eine Offenfläche. Von Südosten fließen der Mückendorfer Westgraben und anschließend der Birkhorstwiesener Graben zu. Östlich liegt der namensgebende Ortsteil Mückendorf der Stadt Baruth/Mark. Der Mückendorfer Graben schwenkt für wenige Meter in nordwestliche Richtung, anschließend in vorzugsweise westliche Richtung und anschließend in südwestliche Richtung und umfließt dabei das Trompeterhaus, ein ehemaliger Wohnplatz der Stadt. Südlich des Wohnplatzes teilt sich der Graben auf. Der östlich gelegene Pfad fließt in südwestlicher Richtung durch eine landwirtschaftlich genutzte Fläche und entwässert in das Hammerfließ, während ein zweiter Strang in südwestlicher Richtung durch das Naturschutzgebiet Schöbendorfer Busch fließt und im Horstwalder Busch ebenfalls in das Hammerfließ entwässert.